# 意外触碰
《意外触碰》是一部由尼措空·卡琼伯利叻（Meen）、克里塔农·安查纳南（Ping）领衔主演的泰国同志爱情剧。剧情改编自Ken的Kakao Webtoon网络漫画《亲爱的黑道欧巴》，于2023年10月26日起每周四晚上8时在爱奇艺上架。此剧是演员尼措空·卡琼伯利叻及克里塔农·安查纳南继2022年泰国第3电视台电视剧《为你着迷》后再度合作之作品。

## 演员阵容
- 尼措空·卡琼伯利叻（Meen）饰演 Thiu
- 克里塔农·安查纳南（Ping）饰演 Guy
- 塔纳塔特·库纳内克辛（Winner）饰演 Wal
- Charupob Ruangsuwan（Tommy）饰演 Kenji
- 赛塔南·马侬阿披楚（Paam）饰演 Tom
- Yosita Wasuphiruk（Yoghurt）饰演 Muffin
- Pinyadar Salinvarradar（Nitta）饰演 Phai
- Nunnapat Songsakseree（Tonlew）饰演 Nami
- Tinn Boonpongthong 饰演 Tul
- Cosmo Milis 饰演 Boss
- 阿侬·赛桑灿（Pu）饰演 Phaibul

## 制作
2023年6月底，此剧正式开机。
2023年10月30日，DnD首席执行官尼提瓦·真哲萨达（Nithiwat Jenjesada）先生和爱奇艺董事潘苏克·通罗普（Pansuk Thongrop）先生在吉时举行了祭拜仪式，正式推出此剧。

## 劇集原聲帶
| 曲序 | 曲目              | 歌手                                 | 时长 |
| ---- | ----------------- | ------------------------------------ | ---- |
| 1.   | ทางไหนดี (What If) | 克里塔農·安查納南                    | 3:39 |
| 2.   | ที่ของเรา (Area)    | 尼措空·卡瓊伯利叻、克里塔農·安查納南 | 3:01 |